# Musica futurista
La musica futurista era quella concepita dall'omonimo movimento artistico italiano nato agli inizi del Novecento. La musica futurista rifiutava ogni elemento tradizionale, faceva uso di suoni sperimentali e dissonanti, e ispirò compositori del XX secolo fra cui Stravinskij, Honegger, Antheil, e Varèse.

## Manifesto dei musicisti futuristi di Pratella

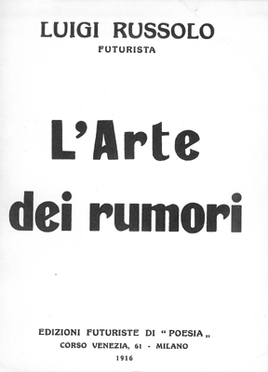
Copertina de L'arte dei rumori di Luigi Russolo (edizione del 1916)

Il compositore Francesco Balilla Pratella si unì al movimento nel 1910, e scrisse il Manifesto dei musicisti futuristici (1910), il Manifesto tecnico della musica futurista (1911) e la Distruzione della quadratura (1912). Analogamente a ciò che aveva fatto prima di lui Marinetti nel suo Manifesto del Futurismo (1909), Pratella rivolse il Manifesto dei musicisti futuristi ai giovani, in quanto riteneva che solo loro avrebbero recepito il suo messaggio. Poco tempo prima di scrivere i suoi manifesti, Pratella aveva composto La 'Sina d'Vargõn, valsagli il I Premio al Concorso "Cincinnato Baruzzi" per il Teatro Comunale di Bologna durante il mese di dicembre del 1909. Secondo Pratella, la musica italiana era peggiore di quella fatta all'estero, motivo per cui esaltava il "genio sublime" di Wagner e apprezzava  Richard Strauss, Debussy, Elgar, Mussorgsky, Glazunov e Sibelius. Al contrario, riteneva che, in Italia, gli "operisti mancati" predicessero "la fine del melodramma come forma assurda e antimusicale." Attenendosi allo spirito futurista, Pratella accusava i conservatori di incoraggiare l'arretratezza e la mediocrità, e gli editori di perpetuare il dominio della musica con opere "traballanti e volgari" di Puccini e Umberto Giordano. Benché lo considerasse troppo tradizionalista, il mentore di Pratella Pietro Mascagni era l'unico compositore ammirato dal futurista in quanto si sarebbe ribellato agli editori e tentato di introdurre delle innovazioni nelle opere liriche.
Di fronte a questa mediocrità e conservatorismo, Pratella asserì di voler dispiegare "la rossa bandiera del Futurismo, chiamando sotto il suo simbolo fiammeggiante quanti giovani compositori abbiano cuore per amare e per combattere, mente per concepire, fronte immune da viltà."
Il suo programma consisteva nel:
- allontanare i giovani dai conservatori e far loro studiare musica autonomamente;
- fondare una rivista musicale indipendente che combatta i critici musicali e si dimostri avversa ai professori di conservatorio;
- astenersi da qualsiasi concorso "a buste chiuse";
- recidere ogni legame con il passato e la musica "ben fatta";
- porre fine al dominio dei cantanti, il cui ruolo deve corrispondere a quello di uno strumento dell'orchestra;
- incitare i compositori di opere a scrivere i propri libretti, che dovevano essere in versi liberi;
- combattere le ricostruzioni storiche, gli allestimenti storici tradizionali, "le stomachevoli canzonette napoletane" e la musica sacra;
- promuovere tutto ciò che è originale e rivoluzionario.

## Russolo e gli intonarumori

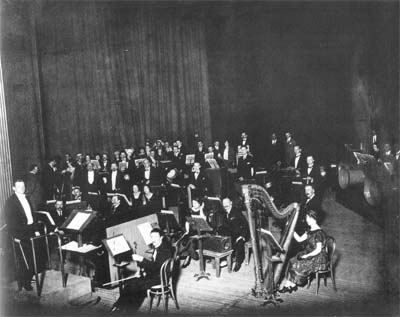
Concerto per intonarumori (a destra)

Luigi Russolo (1885–1947) era un pittore e musicista autodidatta italiano. Nel 1913 scrisse L'arte dei rumori e, assieme al fratello Antonio, realizzavano brani per strumenti da lui inventati conosciuti come intonarumori: generatori di rumori acustici che permettevano all'esecutore di creare e controllare la dinamica e l'intonazione di diversi tipi di rumori. L'arte dei rumori suddivideva il "suono-rumore" in sei gruppi:
- Rombi, tuoni, scoppi, scrosci, tonfi, boati
- Fischi, sibili, sbuffi
- Bisbigli, mormorii, brusii, gorgoglii
- Stridori, scricchiolii, fruscii, ronzii, crepitii, stropiccii
- Rumori ottenuti a percussione su metalli, legni, pelli, pietre, terrecotte, ecc.
- Voci di animali e di uomini: gridi, strilli, gemiti, urla, ululati, risate, rantoli, singhiozzi

Russolo e Marinetti tennero il primo concerto di musica futurista presso il Teatro Dal Verme di Milano il 21 aprile del 1914. I due artisti si servirono di 18 intonarumori, e durante l'evento vennero fischiati e aggrediti dal pubblico. Dopo aver tenuto altri concerti futuristi, Russolo prese parte alla prima guerra mondiale, durante la quale rimase gravemente scosso nell'equilibrio mentale.